# Родригес, Анхель Леонардо
А́нхель Леона́рдо Родри́гес Гуэ́льмо (исп. Ángel Leonardo Rodríguez Güelmo; 2 декабря 1992 года, Монтевидео) — уругвайский футболист, играющий на позиции полузащитника. Ныне выступает за «Депортиво Мальдонадо».

## Биография
Анхель Родригес — воспитанник клуба «Дефенсор Спортинг». 13 ноября 2011 года он дебютировал в уругвайской Примере, выйдя на замену в самой концовке гостевого поединка против «Серро-Ларго». Этот эпизод так и остался единственным появлением Родригеса на поле в том чемпионате. В следующем сезоне он провёл всего две игры в Примере (в начале декабря 2012 года). Летом 2013 года Родригес перешёл в уругвайский «Ривер Плейт», где через некоторое время регулярно играл на высшем уровне. 14 февраля 2015 года он забил свой первый гол в Примере, сократив отставание в счёте в домашней игре с командой «Атенас». 24 апреля 2016 года он открыл счёт в гостевом матче против «Данубио», положив начало разгрому хозяев.
В июле 2016 года Анхель Родригес стал игроком «Пеньяроля».

## Титулы
- Чемпион Уругвая (1): 2017